# Leopoldo Torres Boursault
Leopoldo Torres Boursault   (Valdeavellano de Tera, 12 de gener de 1941 - Madrid, 22 de juny de 2021) va ser un advocat, jurista, professor universitari i polític espanyol.

## Biografia
Llicenciat en Dret per la Universitat d'Estrasburg i la de Hèlsinki, advocat en exercici fins a la seva jubilació, va ser professor adjunt de Filosofia del dret a la Universitat Complutense de Madrid i en l'Institut de Criminologia.

## Trajectòria
Membre del Partit Socialista Obrer Espanyol (PSOE) des de la dècada de 1970, va ser diputat al Congrés triat en 1979, 1982 i 1986, sempre per la circumscripció electoral de Guadalajara. Com a diputat va ser Vicepresident Primer del Congrés i de la Diputació Permanent, va presidir la Comissió Mixta de relacions amb el Tribunal Expliques i va ser vicepresident de la Comissió del Defensor del Poble. Dins del PSOE va presidir el Partit Socialista de Castella-la Manxa de 1985 a 1988 i va ser membre del seu Comitè federal de 1982 a 1988.
Va ser nomenat pel govern socialista presidit per Felipe González en la IV legislatura, Fiscal General de l'Estat (1990-1992), càrrec del que va dimitir, sent substituït per Eligio Hernández.
En altres àmbits, va ser vicepresident del consell d'administració de Cuadernos para el Diálogo, secretari general del Moviment Internacional de Juristes Catòlics, ha estat jutge "ad hoc" del Tribunal Europeu de Drets Humans, va ser vicepresident i membre del Comitè Europeu per a la Prevenció de la Tortura i és membre nat del Consell d'Estat.